# Marlon Vera
Pour les articles homonymes, voir Vera.
Marlon Andrés Vera Delgado, né le 2 décembre 1992 à Chone dans la province de Manabí (Équateur), est un pratiquant équatorien d'arts martiaux mixtes (MMA). Il combat actuellement dans la division des poids coqs de l'Ultimate Fighting Championship.

## Palmarès en arts martiaux mixtes
| 34 combats     | 23 victoires | 10 défaites |
| Par KO         | 8            | 0           |
| Par soumission | 10           | 0           |
| Sur décision   | 5            | 10          |
| Égalités       | 1            | 1           |

| Résultat | Record  | Adversaire                  | Méthode                                       | Événement                                 | Date             | Round | Temps | Lieu                                | Notes                                  |
| -------- | ------- | --------------------------- | --------------------------------------------- | ----------------------------------------- | ---------------- | ----- | ----- | ----------------------------------- | -------------------------------------- |
| Défaite  | 23-10-1 | Deiveson Figueiredo         | Décision unanime                              | UFC on ABC: Sandhagen vs. Nurmagomedov    | 3 août 2024      | 3     | 5:00  | Abu Dhabi, Emirats Arabes Unis      |                                        |
| Défaite  | 23-9-1  | Sean O’Malley               | Décision unanime                              | UFC 299: O’Malley vs Vera II              | 9 mars 2024      | 5     | 5:00  | Miami, Floride, États-Unis          | Pour le titre des poids coqs de l'UFC. |
| Victoire | 23-8-1  | Pedro Munhoz                | Décision unanime                              | UFC 292: Sterling vs. O'Malley            | 19 août 2023     | 3     | 5:00  | Boston, Massachusetts, États-Unis   |                                        |
| Défaite  | 22-8-1  | Cory Sandhagen              | Décision partagée                             | UFC on ESPN: Vera vs. Sandhagen           | 25 mars 2023     | 5     | 5:00  | San Antonio, Texas, États-Unis      |                                        |
| Victoire | 22-7-1  | Dominick Cruz               | KO (coup de pied à la tête et coups de poing) | UFC on ESPN: Vera vs. Cruz                | 13 août 2022     | 4     | 2:17  | San Diego, Californie, États-Unis   | Performance de la soirée.              |
| Victoire | 21-7-1  | Rob Font                    | Décision unanime                              | UFC on ESPN: Font vs. Vera                | 30 avril 2022    | 5     | 5:00  | Las Vegas, Nevada, États-Unis       | Combat de la soirée.                   |
| Victoire | 20-7-1  | Frankie Edgar               | KO (front kick à la tête)                     | UFC 268: Usman vs. Covington II           | 6 novembre 2021  | 3     | 3:50  | New York, New York, États-Unis      | Performance de la soirée.              |
| Victoire | 19-7-1  | Davey Grant                 | Décision unanime                              | UFC on ESPN: The Korean Zombie vs. Ige    | 19 juin 2021     | 3     | 5:00  | Las Vegas, Nevada, États-Unis       | Combat de la soirée.                   |
| Défaite  | 18-7-1  | José Aldo                   | Décision unanime                              | UFC Fight Night: Thompson vs. Neal        | 19 décembre 2020 | 3     | 5:00  | Las Vegas, Nevada, États-Unis       |                                        |
| Victoire | 18-6-1  | Sean O’Malley               | TKO (coups de coude au sol)                   | UFC 252: Miocic vs. Cormier III           | 15 août 2020     | 1     | 4:40  | Las Vegas, Nevada, États-Unis       |                                        |
| Défaite  | 17-6-1  | Song Yadong                 | Décision unanime                              | UFC on ESPN: Overeem vs. Harris           | 16 mai 2020      | 3     | 5:00  | Jacksonville, Floride, États-Unis   | Combat de la soirée.                   |
| Victoire | 17-5-1  | Andre Ewell                 | TKO (coups de poing et coups de coude)        | UFC Fight Night: Joanna vs. Waterson      | 12 octobre 2019  | 3     | 3:17  | Tampa, Floride, États-Unis          | Performance de la soirée.              |
| Victoire | 16-5-1  | Nohelin Hernandez           | Soumission (étranglement arrière)             | UFC 239: Jones vs. Santos                 | 6 juillet 2019   | 2     | 3:25  | Las Vegas, Nevada, États-Unis       |                                        |
| Victoire | 15-5-1  | Frankie Saenz               | TKO (coups de poing)                          | UFC Fight Night: Thompson vs. Pettis      | 23 mars 2019     | 1     | 1:25  | Nashville, Tennessee, États-Unis    |                                        |
| Victoire | 14-5-1  | Guido Cannetti              | Soumission (étranglement arrière)             | UFC Fight Night: Magny vs. Ponzinibbio    | 17 novembre 2018 | 2     | 1:31  | Buenos Aires, Argentine             |                                        |
| Victoire | 13-5-1  | Wuliji Buren                | TKO (coups de poing)                          | UFC 227: Dillashaw vs. Garbrandt II       | 4 août 2018      | 2     | 4:53  | Los Angeles, Californie, États-Unis |                                        |
| Défaite  | 12-5-1  | Douglas Silva de Andrade    | Décision unanime                              | UFC Fight Night: Machida vs. Anders       | 3 février 2018   | 3     | 5:00  | Belém, Pará, Brésil                 |                                        |
| Défaite  | 12-4-1  | John Lineker                | Décision unanime                              | UFC Fight Night: Brunson vs. Machida      | 28 octobre 2017  | 3     | 5:00  | São Paulo, São Paulo, Brésil        |                                        |
| Victoire | 12-3-1  | Brian Kelleher              | Soumission (clé de bras)                      | UFC on Fox: Weidman vs. Gastelum          | 22 juillet 2017  | 1     | 2:17  | Uniondale, New York, États-Unis     |                                        |
| Victoire | 11-3-1  | Brad Pickett                | TKO (coups de coude)                          | UFC Fight Night: Manuwa vs. Anderson      | 18 mars 2017     | 3     | 3:50  | Londres, Angleterre, Royaume-Uni    | Performance de la soirée.              |
| Victoire | 10-3-1  | Ning Guangyou               | Décision unanime                              | UFC Fight Night: Whittaker vs. Brunson    | 27 novembre 2016 | 3     | 5:00  | Melbourne, Victoria, Australie      |                                        |
| Défaite  | 9-3-1   | Davey Grant                 | Décision unanime                              | UFC Fight Night: Silva vs. Bisping        | 27 février 2016  | 3     | 5:00  | Londres, Angleterre, Royaume-Uni    |                                        |
| Victoire | 9-2-1   | Roman Salazar               | Soumission (clé de bras en triangle)          | UFC Fight Night: Teixeira vs. Saint Preux | 8 août 2015      | 2     | 2:15  | Nashville, Tennessee, États-Unis    | Performance de la soirée.              |
| Défaite  | 8-2-1   | Marco Beltrán               | Décision unanime                              | UFC 180: Werdum vs. Hunt                  | 15 novembre 2014 | 3     | 5:00  | Mexico, Mexique                     |                                        |
| Victoire | 8-1-1   | D'Juan Owens                | Soumission (clé de talon)                     | Inka FC 24: Peru vs. Brazil               | 23 octobre 2013  | 1     | 1:54  | Lima, Pérou                         |                                        |
| Défaite  | 7-1-1   | Bruno Leandro Soares Lobato | Décision unanime                              | Inka FC 23: Pequeno vs. Owens             | 24 août 2013     | 3     | 5:00  | Lima, Pérou                         |                                        |
| Égalité  | 7-0-1   | Fabio Bispo                 | Égalité                                       | Inka FC 22: Reiter vs. De Lima            | 29 juin 2013     | 3     | 5:00  | Lima, Pérou                         |                                        |
| Victoire | 7-0     | Roberto Herrera             | Soumission (étranglement arrière)             | FMP 16                                    | 25 mai 2013      | 1     | 1:50  | Chihuahua, Mexique                  |                                        |
| Victoire | 6-0     | Joel Iglesias               | KO (coups de coude au sol)                    | 300 Sparta 1                              | 24 avril 2013    | 1     | 4:04  | Lima, Pérou                         |                                        |
| Victoire | 5-0     | Javier Umaña Muñoz          | Soumission (étranglement en triangle)         | Ultimate Combat Challenge 13              | 18 janvier 2013  | 2     | 4:44  | Panama, Panama                      |                                        |
| Victoire | 4-0     | Alexis Patiño Pinos         | Soumission (clé de bras)                      | Punisher 4                                | 26 mai 2012      | 1     |       | Guayaquil, Équateur                 |                                        |
| Victoire | 3-0     | Jack Guzman                 | Soumission (étranglement en triangle)         | Samurai FC 7                              | 20 février 2012  | 3     |       | Santa Elena, Équateur               |                                        |
| Victoire | 2-0     | Cesar Moreno                | Décision unanime                              | EMMA 2                                    | 18 juin 2011     | 3     | 5:00  | Quito, Équateur                     |                                        |
| Victoire | 1-0     | Romel Orosco                | Soumission (clé de bras)                      | Quito Fight Club 3                        | 24 juillet 2010  | 2     | 1:12  | Guayaquil, Équateur                 |                                        |